# Agnieszka Marszałek
Agnieszka Marszałek – polska historyk, dr hab. nauk humanistycznych, profesor uczelni Katedry Teatru i Dramatu Wydziału Polonistyki Uniwersytetu Jagiellońskiego.

## Życiorys
11 czerwca 1997 obroniła pracę doktorską Lwowskie przedsiębiorstwa teatralne lat 1872-1886, 9 maja 2012 uzyskała stopień doktora habilitowanego.  Została zatrudniona na stanowisku adiunkta w Katedrze Teatru na Wydziale Polonistyki Uniwersytetu Jagiellońskiego.
Jest profesorem uczelni Katedry Teatru i Dramatu Wydziału Polonistyki Uniwersytetu Jagiellońskiego.